# Janusz Stolarski
Janusz Stolarski (ur. 2 września 1962 w Żukowie) – polski aktor, reżyser, pedagog.

## Życiorys
Absolwent PWST im. Solskiego w Krakowie, dyplomant prof. Haliny Gryglaszewskiej.
Aktor w Drugim Studio Wrocławskim – w grupie Mirosława Kocura, Państwowym Teatrze w Kielcach, Teatrze Polskim w Poznaniu, grupie teatralnej Sekta Lecha Raczaka, Teatrze Ósmego Dnia w Poznaniu, w Teatrze im. Kochanowskiego w Opolu, w Teatrze Studio w Warszawie, Orbis Tertius Trzecim Teatrze Lecha Raczaka, Stowarzyszeniu Teatralnym „Antrakt”. Występował gościnne: w Starym Teatrze w Krakowie, w Teatrze „STU” w Krakowie, w Teatrze Usta-Usta Marcina Libera, w Teatrze Szwalnia w Łodzi, w Polskim Teatrze Tańca Balecie Poznańskim.
Od 1991 współtworzy Stowarzyszenie Teatralne „Antrakt”, w którym m.in.:
- tworzy i gra wielokrotnie nagradzane w kraju i za granicą spektakle: „Ecce Homo” wg tekstów Fryderyka Nietzschego, „Zemsta Czerwonych Bucików” wg sztuki Philipa-Dimitii Galasa, „Grabarz Królów” wg tekstu Jerzego Łukosza, „Orfeusz i Eurydyka” wg poematu Czesława Miłosza, „Hiob, mój przyjaciel” oparty na scenariuszu Renaty i Janusza Stolarskich;
- prowadzi warsztaty teatralne w kraju z za granicą (Niemcy, Rumunia, Mołdawia, Hiszpania, Francja); – reżyseruje widowiska plenerowe (m.in. „Stukot/Czerwiec '56") i salowe oraz słuchowisko radiowe „Bajki z królestwa Lailonii dla dużych i małych” Leszka Kołakowskiego (przygotowane z osadzonymi w poznańskim Areszcie Śledczym);
- od 2008 sprawuje opiekę artystyczną nad Teatrem -21, który od 2014 roku obrał nazwę Teatr Korybant („Grabarz królów”, „Stukot/Czerwiec’56”, „Trzy Marie”).

Stale pracuje z grupami zagrożonymi wykluczeniem: od 2011 z grupą teatralną seniorów +50 (Stowarzyszenie Jarocin XXI), od 2015 z osobami po kryzysach psychicznych – Teatr Pod Fontanną (spektakle: „Nisza”, „Wesele”, „Fioletowa krowa”), w ramach projektu Teatr Powszechny CK Zamek, z osadzonymi w poznańskich więzieniach, cyklicznie z osobami niepełnosprawnymi i ich opiekunami.